# Fontaine l'Amour

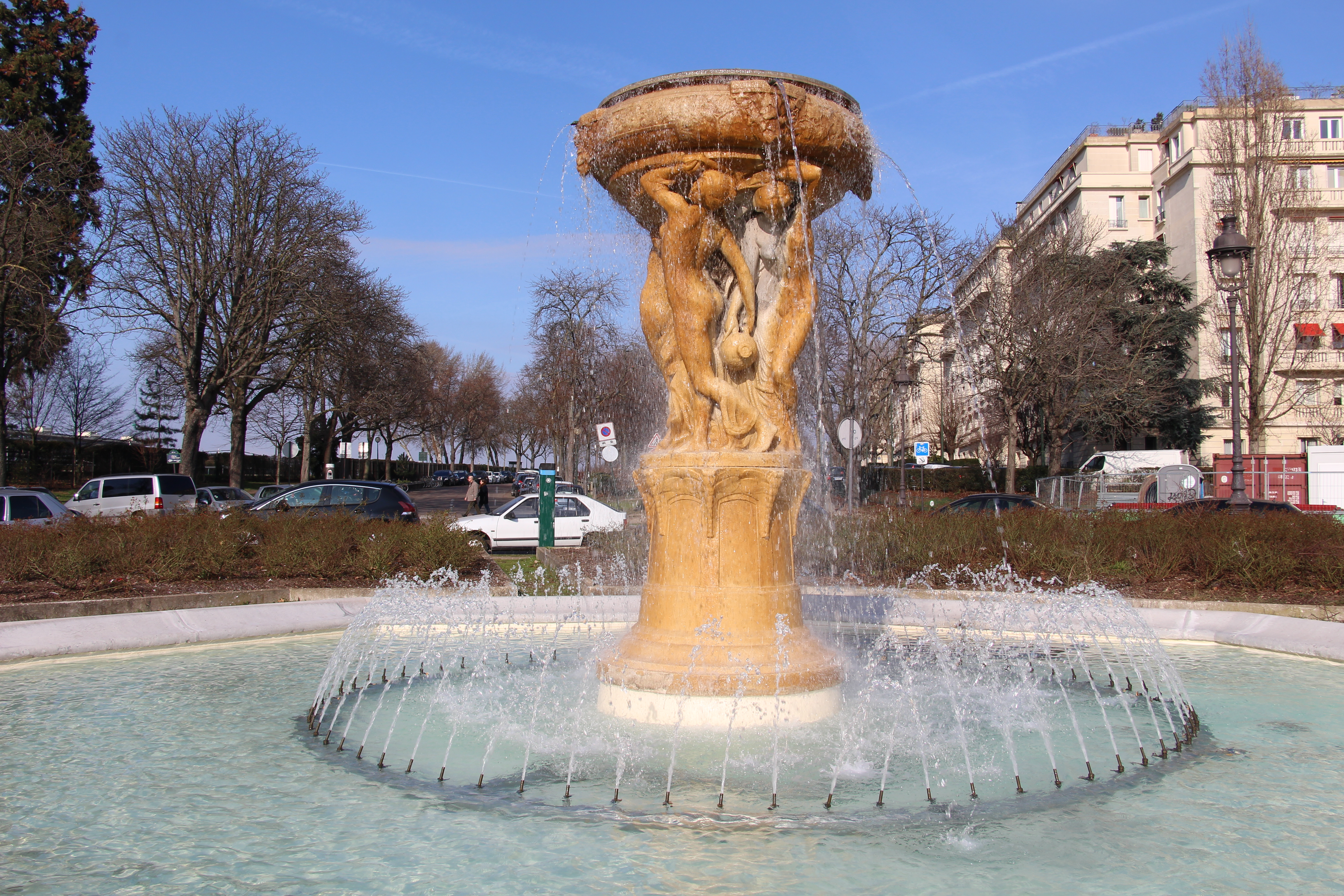

La fontaine de l'Amour ou fontaine de la porte d'Auteuil ou L'éveil à la vie est une fontaine située sur la place de la Porte-d'Auteuil, à la porte d'Auteuil, dans le 16e arrondissement de Paris.

## Historique
La fontaine a été construite en 1926, dont la sculpture centrale est l'œuvre de Raoul Lamourdedieu. Elle est de style Art déco.
Ce site est desservi par la station de métro Porte d'Auteuil.

## Description
La fontaine est composée d'un bassin octogonal, orné en son centre d'une statue en pierre jaune qui représente quatre jeunes filles soutenant la vasque d'où sort l'eau.